# Orthotylus robiniae
Orthotylus robiniae är en insektsart som beskrevs av Johnston 1935. Orthotylus robiniae ingår i släktet Orthotylus och familjen ängsskinnbaggar. Inga underarter finns listade i Catalogue of Life.